# Kanton La Motte-Chalancon
Der Kanton La Motte-Chalancon war bis 2015 ein französischer Wahlkreis im Arrondissement Die, im Département Drôme und in der Region Rhône-Alpes; sein Hauptort war La Motte-Chalancon.
Der Kanton umfasste 13 Gemeinden und hatte 900 Einwohner (Stand: 2015). Die Fläche betrug 252,17 km².

## Gemeinden
| Gemeinde                       | Einwohner | Fläche in ha |
| ------------------------------ | --------- | ------------ |
| Arnayon                        | 35        | 1945         |
| Bellegarde-en-Diois            | 63        | 2604         |
| Brette                         | 32        | 1550         |
| Chalancon                      | 56        | 3600         |
| Establet                       | 21        | 1258         |
| Gumiane                        | 33        | 892          |
| La Motte-Chalancon (chef-lieu) | 395       | 2283         |
| Pradelle                       | 26        | 1292         |
| Rochefourchat                  | 1         | 1274         |
| Rottier                        | 33        | 854          |
| Saint-Dizier-en-Diois          | 25        | 1394         |
| Saint-Nazaire-le-Désert        | 183       | 4662         |
| Volvent                        | 26        | 1673         |